# سالدیز
سالدیز روستایی در ولسوالی مرغاب از ولایت غور در کشور افغانستان است.